# Юрьевка (приток Баковской Палуги)
Юрьевка — река в России, течёт по территории Мезенского района Архангельской области. Вытекает из озера Юрьевского с восточной стороны. Устье реки находится в 16 км по левому берегу реки Баковской Палуги на высоте 38 м над уровнем моря. Длина реки составляет 16 км.

## Данные водного реестра
По данным государственного водного реестра России относится к Двинско-Печорскому бассейновому округу, водохозяйственный участок реки — Мезень от водомерного поста деревни Малонисогорская и до устья. Речной бассейн реки — Мезень.
Код объекта в государственном водном реестре — 03030000212103000049798.